# Парламентские выборы в Люксембурге (1989)
Парламентские выборы в Люксембурге прошли 18 июня 1989 года На них на 5-летний срок были избраны 60 членов Палаты депутатов Люксембурга.
В результате выборов правящая Христианско-социальная народная партия получила 22 места и вновь стала крупнейшей парламентской партией, создав коалицию с ЛСРП.

## Результаты
Результаты парламентских выборов в Люксембурге 18 июня 1989
| Партия                               | Партия                                         | Голоса  | %*   | Места | Изменение |
| ------------------------------------ | ---------------------------------------------- | ------- | ---- | ----- | --------- |
|                                      | Христианско-социальная народная партия         | 977,521 | 32.4 | 22    | –3        |
|                                      | Люксембургская социалистическая рабочая партия | 840,094 | 26.2 | 18    | –3        |
|                                      | Демократическая партия                         | 498,862 | 17.2 | 11    | -3        |
|                                      | Комитет действия 5/6 пенсий для всех           | 225,262 | 7.9  | 4     | новая     |
|                                      | Коммунистическая партия Люксембурга            | 157,608 | 4.4  | 1     | –1        |
|                                      | Зелёный список Экологическая инициатива        | 130,485 | 3.8  | 2     | новая     |
|                                      | Зелёная альтернативная партия                  | 128,622 | 3.7  | 2     | 0         |
|                                      | Национальное движение                          | 82,316  | 2.3  | 0     | новая     |
|                                      | Экологический список Севера                    | 16,649  | 1.1  | 0     | новая     |
|                                      | Прочие партии                                  | 29,522  | 1.0  | 0     | –         |
| Недействительных/пустых бюллетеней   | Недействительных/пустых бюллетеней             | 10,609  | –    | –     | –         |
| Всего                                | Всего                                          | 191,777 | 100  | 60    | -4        |
| Зарегистрированных избирателей*/Явка | Зарегистрированных избирателей*/Явка           | 218,940 | 87.6 | –     | –         |
| Источник: Nohlen & Stöver            |                                                |         |      |       |           |

* Доля голосов не соответствует количеству поданных голосов, так как избиратели из различных округов имеют различное количество бюллетеней. Доля голосов рассчитывается на основе пропорции голосов в каждом отдельном округе.